# DFS Classic 2003
DFS Classic 2003 — жіночий тенісний турнір, що проходив на кортах з трав'яним покриттям Edgbaston Priory Club у Бірмінгемі (Велика Британія). Належав до турнірів 3-ї категорії в рамках Туру WTA 2003. Відбувсь удвадцятьдруге і тривав з 9 червня до 15 червня 2003 року. Третя сіяна Магдалена Малеєва здобула титул в одиночному розряді.

## Фінальна частина

### Одиночний розряд
Магдалена Малеєва —  Асагое Сінобу 6–1, 6–4
- Для Малеєвої це був 2-й титул за сезон і 14-й — за кар'єру.

### Парний розряд
Елс Калленс /  Мейлен Ту —  Алісія Молік /  Мартіна Навратілова 7–5, 6–4
- Для Калленс це був єдиний титул за сезон і 8-й — за кар'єру. Для Ту це був єдиний титул за сезон і 4-й — за кар'єру.